# Firebase云消息传递
Firebase云消息传递（英語：Firebase Cloud Messaging，通常简称FCM），也称Firebase云信息传递，前身为Google云消息传递（GCM），是一项针对Android、iOS及网络应用程序的消息与通知的跨平台解决方案，目前可免费使用。
该服务由Google拥有的Firebase公司提供。Firebase已于2014年10月21日宣布被Google收购，价格未公布。Google云消息传递的官方网站现已指向Firebase云消息传递，视作新版Google云消息传递。
由于谷歌服务在中国大陆被防火长城屏蔽，大多数中国大陆国产应用（如QQ等）都没有接入FCM，转而使用后台运行的方法来确保消息推送。微信在部分Play版本被发现内置了FCM，但被认为可能只是用以唤醒相关进程，而非用于推送聊天消息。除此之外，日本的即时通讯应用Line也对中国大陆、台湾手机号注册的账户实行了后台运行的推送，而其他国家或地区以及未绑定手机号的账户使用FCM推送（註：Line台灣已改用FCM推播機制）。